# Cyclocephala howdenannae
Cyclocephala howdenannae är en skalbaggsart som beskrevs av S. Endrödi 1975. Cyclocephala howdenannae ingår i släktet Cyclocephala och familjen Dynastidae. Inga underarter finns listade i Catalogue of Life.